# Talakiwka
Talakiwka (ukrainisch Талаківка; russisch Талаковка Talakowka) ist eine Siedlung städtischen Typs in der Oblast Donezk im Osten der Ukraine mit etwa 4000 Einwohnern.
Die Ortschaft liegt am Ufer des Kalmius in 87 Kilometern Entfernung zum nördlich gelegenen Oblastzentrum Donezk und 16 Kilometer vom südwestlich gelegenen Stadtzentrum von Mariupol.

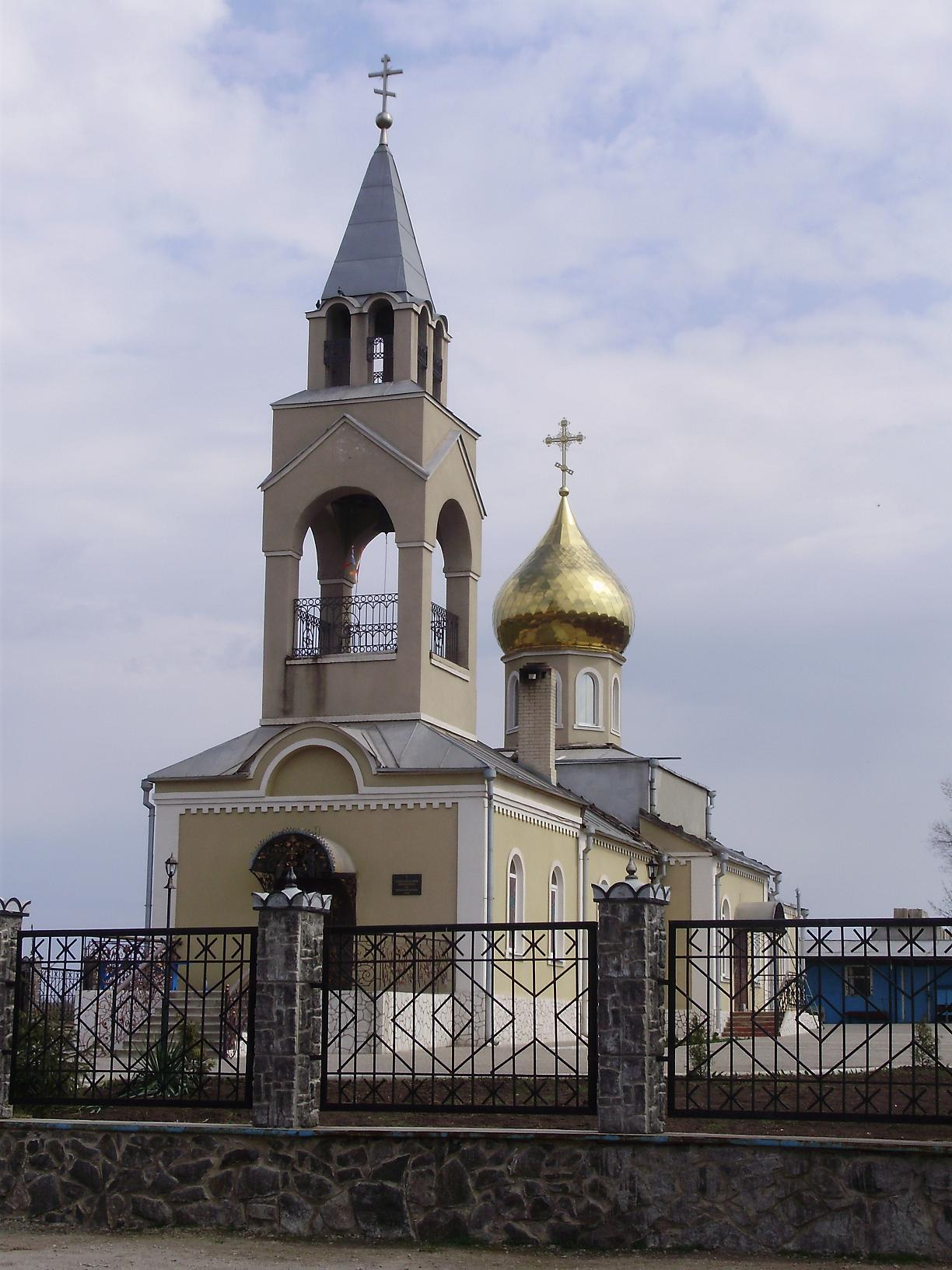
Kirche im Ort

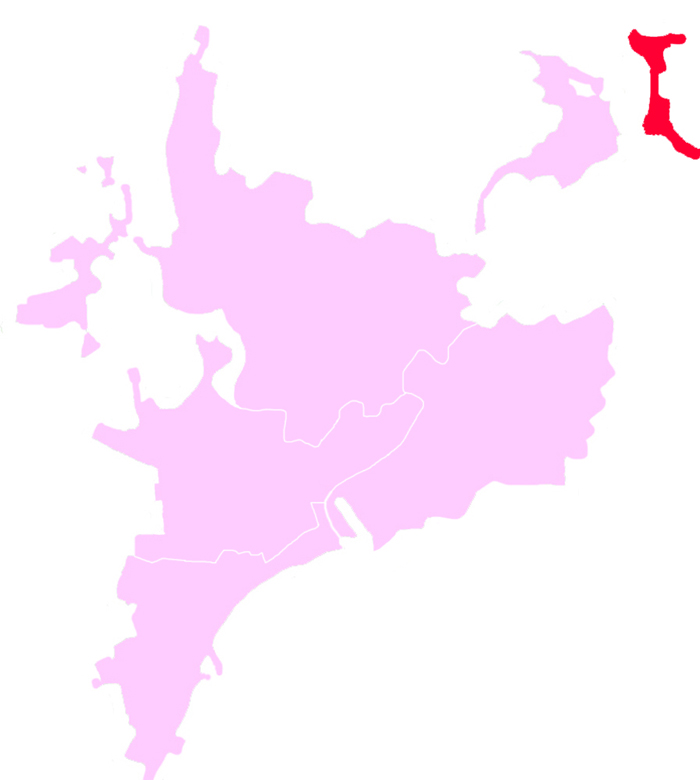
Lage von Staryj Krym innerhalb der Stadtgrenzen von Mariupol

1796 wurde er zum ersten Mal schriftlich erwähnt, 1956 erhielt die Ortschaft den Status einer Siedlung städtischen Typs, gleichzeitig wurde der bis dahin bestehende Ort Feodossijiwka im Süden der heutigen Siedlung eingemeindet, seit 1968 ist Talakiwka der Stadtgemeinde von Mariupol (damals Schdanow) zugeordnet.
Während des Kampfes um Mariupol im Verlauf des Ukrainekrieges kam es auch zu Kampfhandlungen um den Ort.
Am 12. Juni 2020 wurde die Siedlung ein Teil der neugegründeten Siedlungsgemeinde Sartana, bis dahin bildete sie zusammen mit dem Dorf Hnutowe (Гнутове) sowie der Ansiedlung Lomakyne (Ломакине) die gleichnamige Siedlungsratsgemeinde Talakiwka (Талаківська селищна рада/Talakiwska selyschtschna rada) im Stadtkreis von des Mariupol im Stadtrajon Kalmius.
Am 17. Juli 2020 wurde der Ort ein Teil des Rajons Mariupol.